# Muro cortina

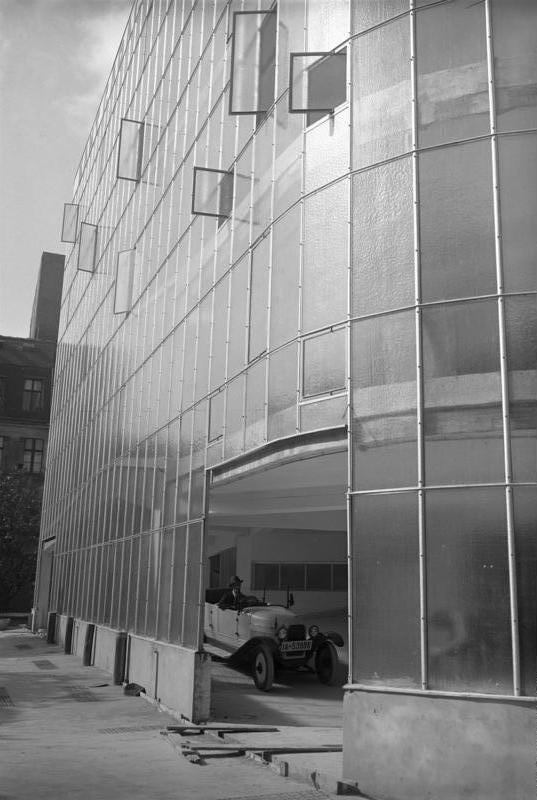
Un muro cortina del Kant-Garage, Berlín 1930.

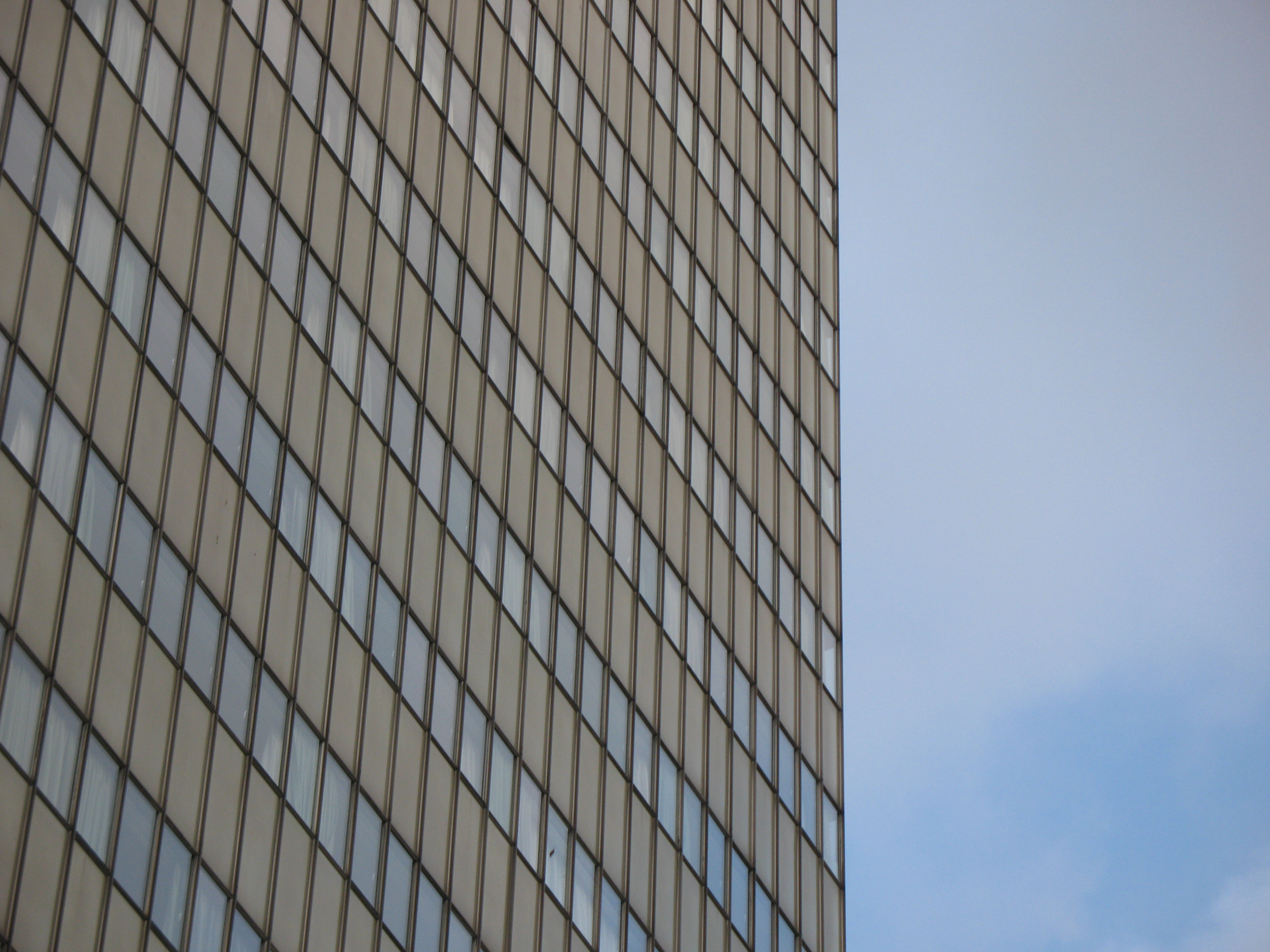
Un muro cortina.

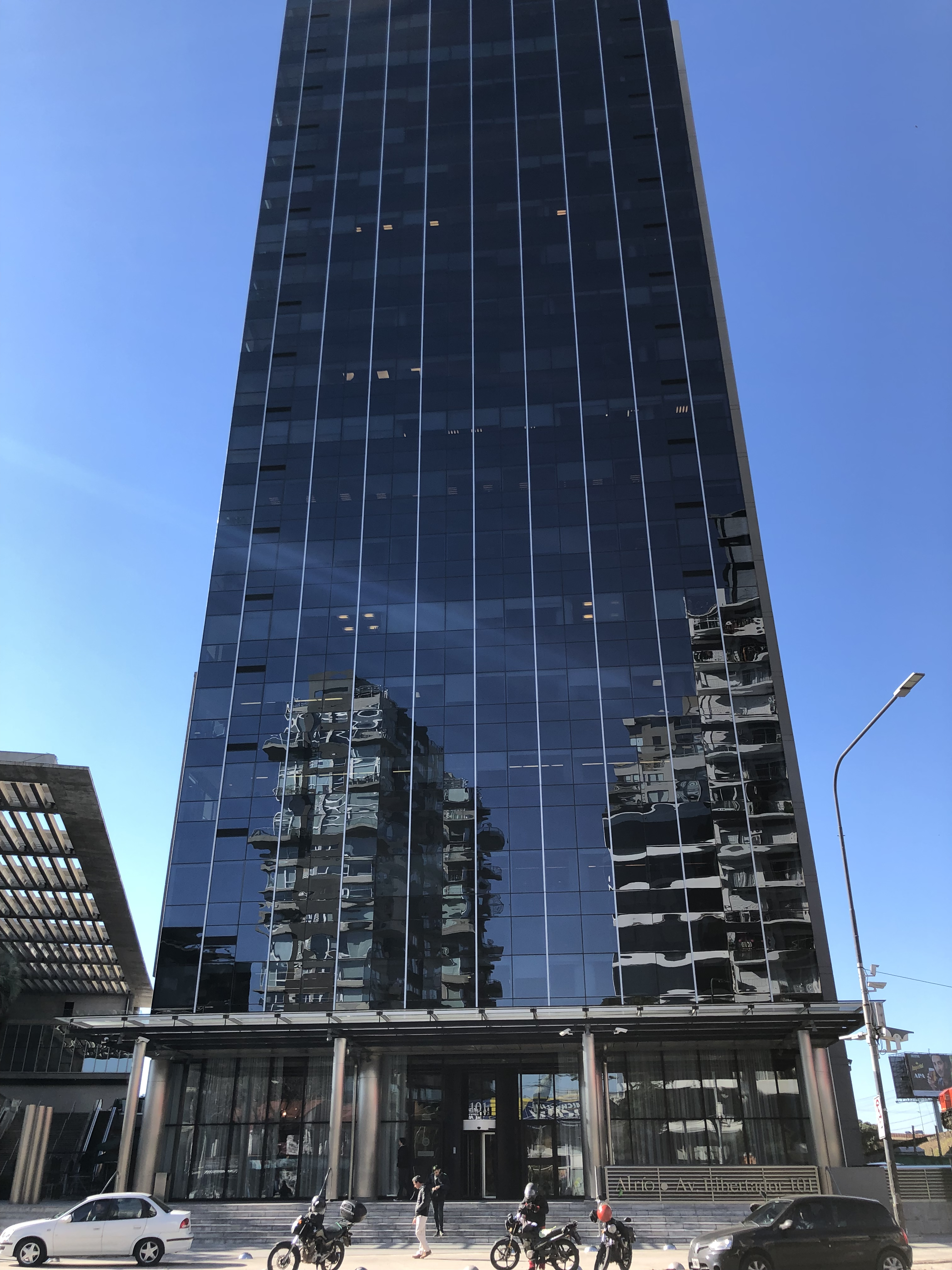
Fachada de tipo muro cortina de la Torre Al Río, en Buenos Aires, Argentina.

Un muro cortina (en inglés curtain wall) es un sistema de fachada autoportante, generalmente ligera y acristalada, independiente de la estructura resistente del edificio, que se construye de forma continua por delante de ella. Un muro cortina está diseñado para resistir la fuerza del viento, así como su propio peso, y transmitirla a los forjados. Generalmente los muros cortina se construyen mediante la repetición de un elemento prefabricado modulado que incluye los necesarios elementos de protección, apertura y accesibilidad según las necesidades.

## Materiales
Los muros cortina están típicamente diseñados con perfiles de aluminio extruido, aunque los primeros muros cortina fueron hechos en acero. La mayoría de la superficie del muro suele estar cerrada con vidrio, que permite dar un aspecto agradable al edificio, al mismo tiempo que facilita la iluminación natural. Sin embargo, parámetros relacionados con el control de la ganancia solar, tales como confort térmico y visual son más difíciles de controlar cuando se utilizan muros cortina vidriados. Otros materiales utilizados son la piedra, los paneles y chapas metálicas.

## Tipos de muros cortina
Desde el punto de vista de su aspecto exterior se pueden clasificar en dos tipos:
- De perfilería vista: desde el exterior del edificio se pueden apreciar los bastidores metálicos que soportan el muro, como el aluminio, la denominada "tapa o tapeta".
- De silicona estructural: desde el exterior de la fachada, solo se pueden ver los diferentes vidrios; quedando oculta a la vista la estructura del muro, solo visible por el lado interior.

En los muros cortina de silicona estructural, se suelen utilizar dos tipos de ventanas, completamente integradas en su estructura, para conseguir la ventilación natural del interior del edificio:
- Proyectante: se desliza hacia el exterior solamente la parte de debajo.
- Paralela: se desliza hacia el exterior todo el perímetro de la hoja de la ventana, pudiendo ser de accionamiento manual o motorizado.

## Requisitos

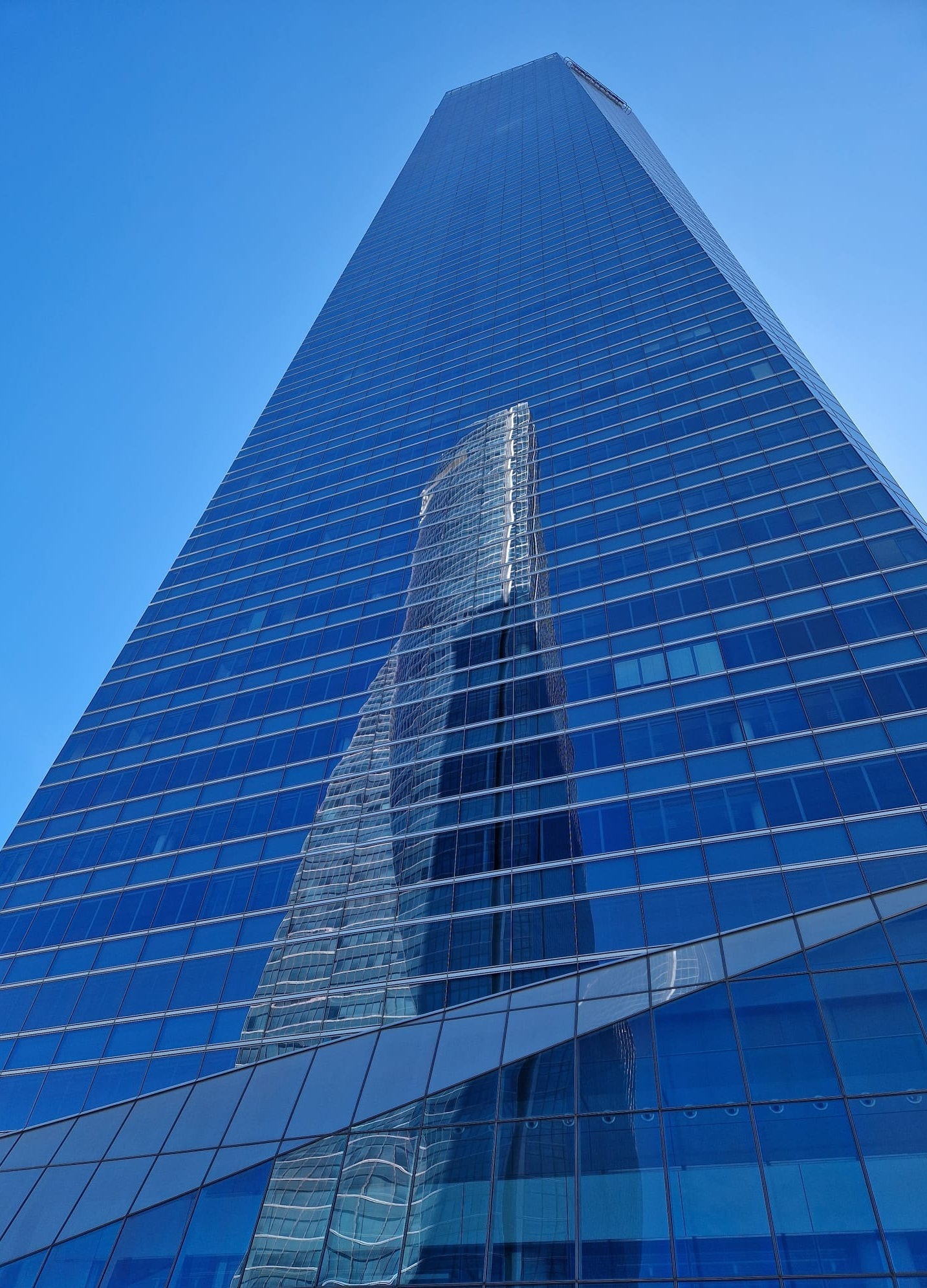
Torre Emperador Castellana reflejada en el muro cortina de la Torre de Cristal, en el complejo Cuatro Torres Business Area, Madrid.

Los muros cortina deben satisfacer diversos requerimientos de diseño:
- Resistencia y rigidez suficientes para soportar las fuerzas horizontales a las que estará sometida sin deformarse por ello excesivamente.
- libertad de movimiento para permitir las dilataciones y contracciones debidas a la expansión térmica de los materiales.
- capacidad para resistir las deformaciones, permanentes y variables, de la estructura principal del edificio sobre la que se fija.
- capacidad para evacuar el agua atmosférica, evitando que llegue a penetrar al interior.
- proporcionar el suficiente aislamiento térmico para reducir el consumo de calefacción y enfriamiento.
- contar con protección solar, que puede estar en parte incorporada en el vidrio, para evitar el exceso de insolación directa en épocas calurosas.